# Escherichia coli O104:H4
Escherichia coli O104:H4 és una soca enterohemorràgica rara del bacteri Toxina Shiga Escherichia coli, i va causar el brot del 2011 Escherichia coli O104:H4 coneguda per ser la causa de lepidèmia de la síndrome hemolítica i urèmica de 2011. La "O" és la classificació serològica que identifica l'antigen lipopolisacàrid de la paret cel·lular i la "H" identifica el flagel de l'antigen.
La sequenciació de l'ADN d'aquesta soca realitzada al Beijing Genomics Institute, a Shenzhen, a la Xina, ha revelat que és super tòxica, un híbrid que ha adquirit així una part de la seva vilurència · .